# Vieille poste à Sombor
La vieille poste à Sombor (en serbe cyrillique : Стара пошта у Сомбору ; en serbe latin : Stara pošta u Somboru) est située à Sombor, dans la province de Voïvodine et dans le district de Bačka occidentale, en Serbie. Elle est inscrite sur la liste des monuments culturels de grande importance de la République de Serbie (identifiant no SK 1213).

## Présentation
Au XVIIe siècle, cette maison était la plus ancienne de Sombor ; au XVIIIe siècle, elle a accueilli la plus ancienne poste de la ville.
Le bâtiment, de plan rectangulaire et doté d'un simple rez-de-chaussée, est surmonté d'un toit pyramidal en tuiles haut de 4 à 5 m. Les façades, sans décoration, sont rythmées par quatre fenêtres rectangulaires. Par son aspect, l'ensemble se démarque des constructions alentour.
Malgré les modifications intérieures, le bâtiment conserve à l'extérieur une apparence typique de l'architecture résidentielle de la période ottomane.